# Boeing MQ-28 Ghost Bat
Boeing MQ-28 Ghost Bat (dawniej Boeing Airpower Teaming System) – australijski bezzałogowy aparat latający wykonany w technologii stealth, opracowany przez Boeing Australia z siedzibą w Brisbane we współpracy z Royal Australian Air Force. 
To pierwszy projektowany i wyprodukowany w Australii samolot bojowy od czasów II wojny światowej. Jest zaprojektowany jako samolot zdolny do latania wraz z załogowymi samolotami w celu ich wsparcia w ramach tzw. lojalnego skrzydłowego, w tym misji kosmicznych, a także do wykonywania samodzielnych misji przy użyciu sztucznej inteligencji. Jest w stanie również wykonywać misje inwigilacyjne, rozpoznawcze i wczesnego ostrzegania. Sekcja dziobowa samolotu ma 2,5 metra długości, pojemność ponad 1,5 m³ i może być szybko przekonfigurowana dzięki szybkiej wymianie oprzyrządowania, dostosowując samolot do konkretnej misji.

## Historia

### Geneza
Maszyna Boeinga jest praktyczną realizacją koncepcji lojalnego skrzydłowego (ang. loyal wingman). Bezzałogowy aparat latający, przeznaczony do realizacji zadań w bliskim współdziałaniu z załogowymi samolotami. Koncepcja zakłada nasycenie pola walki dużą liczbą bezzałogowych aparatów latających, na czele których stałaby załogowa maszyna. Dzięki takiemu rozwiązaniu zwiększono by szanse na wykonanie zadania. Załoga samolotu dysponowałaby znacznie większą ilością środków bojowych, przenoszonych przez towarzyszące jej drony, zarówno uzbrojenia, jak również środków rozpoznawczych. Prace nad projektem lojalnego skrzydłowego nabrały tempa w 2015 roku, gdy pieczę nad programem objęło podległe Departamentowi Obrony Stanów Zjednoczonych Biuro Zdolności Strategicznych (Strategic Capabilities Office). W latach 2015–2017, przy wsparciu Air Force Research Laboratory i koncernu Lockheed Martin, przeprowadzono próby realizacji zadań bezzałogowego QF-16. Była to jednak maszyna pierwotnie załogowa, przystosowana do nowej roli. Projekt Boeinga jest realizacją idei budowy bezzałogowej maszyny od podstaw.

### Projekt
Pełnowymiarowa makieta samolotu została po raz pierwszy publicznie zaprezentowana 27 lutego 2019 roku na odbywających się w Australii pokazach Australian International Airshow. Miejsce prezentacji jest nieprzypadkowe, projekt jest wspólnym przedsięwzięciem australijskiego oddziału Boeinga oraz rządu Australii. W tym samym dniu, Boeing Defence Australia ujawnił, że w ramach projektu Air Force Minor Program DEF 6014 Phase 1 Loyal Wingman, zbuduje wraz z partnerami Airpower Teaming System, którego zasadniczą częścią będzie nowy aparat bezzałogowy, wykonany w technologii obniżającej skuteczną powierzchnię odbicia radiolokacyjnego. W programie uczestniczą również inne australijskie podmioty takie jak RUAG Australia, BAE Systems Australia i Ferra Engineering. ATS jest pierwszym przypadkiem zaprojektowania bojowego samolotu przy współfinansowaniu projektu przez australijski rząd od czasu zakończenia II wojny światowej. Z drugiej strony, również dla amerykańskiego Boeinga prace nad maszyną są największym projektem nad bezzałogowym aparatem latającym prowadzonym poza granicami Stanów Zjednoczonych. Nowa maszyna ma pełnić zadania zarówno ofensywne, jak i defensywne. Jej wyposażenie ma być łatwe do rearanżacji w zależności od typu stawianego przed nią zadania do wykonania. Maszyna ma być zdolna do realizacji misji rozpoznawczych i patrolowych. Wyposażenie w systemy walki elektronicznej umożliwi realizację misji (lub ich wspierania) przełamywania obrony powietrznej przeciwnika. Potencjalnie maszyna mogłaby być przystosowana do przenoszenia uzbrojenia na węzłach podskrzydłowych lub wewnętrznych komorach. Producent planuje zastosowanie systemów sztucznej inteligencji pozwalającej na samodzielne wykonywanie misji, równolegle przy zachowaniu zdolności do bliskiej współpracy z załogowymi samolotami. 
Wstępne plany zakładały budowę trzech maszyn prototypowych, umożliwiających realizację pełnego programu badawczego. Ich montaż ma zostać zrealizowany w Australii. Boeing zaprojektował samolot w układzie górnopłatu ze skośnymi skrzydłami i rozchylonym, zdwojonym usterzeniem pionowym. Maszyna ma być zdolna do realizacji klasycznego startu i lądowania. Podwozie chowane, trójpodporowe z przednim podparciem. Wszystkie golenie chowane do wnęk w kadłubie. Samolot napędzany byłby pojedynczym silnikiem turbowentylatorowym o komercyjnym pochodzeniu, co ogranicza koszty projektu. Duże wloty powietrza do silnika umieszczono po bokach kadłuba, w jego przedniej części. Pojedyncza maszyna załogowa ma być zdolna do kontroli lotu od czterech do sześciu aparatów ATS. Według słów producenta, bezzałogowiec może być przystosowany do operowania z pokładów lotniskowców. 10 lutego 2020 roku producent poinformował o wyprodukowaniu pierwszego elementu nowego samolotu, została nim jedna z sekcji tworzących kadłub maszyny.
5 maja 2020 roku pierwszy prototyp został zaprezentowany podczas uroczystości wytoczenia maszyny z hangaru australijskich zakładów Boeinga. W ramach przygotowań do oblotu maszyny, 3 września 2020 roku po raz pierwszy uruchomiono zamontowany w płatowcu silnik.

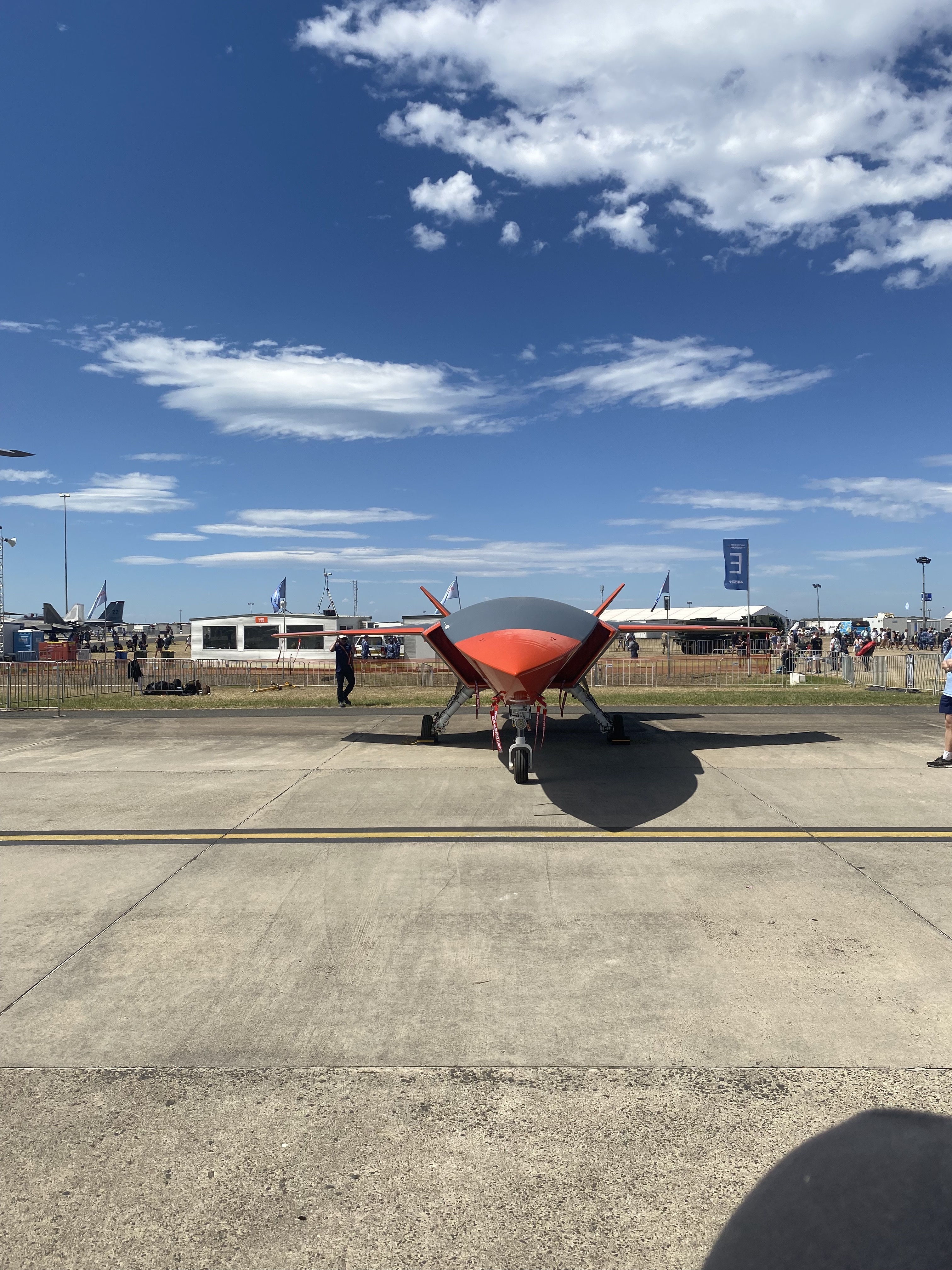
Boeing MQ-28 Ghost Bat, widok z przodu

23 lipca 2020 roku, działając w ramach programu Skyborg Vanguard, United States Air Force wybrała cztery firmy, którym zleciała opracowanie prototypu bezzałogowego samolotu uderzeniowego, przeznaczonego do współpracy z maszynami załogowymi. Bezzałogowce wypełniałyby misje obarczone dużym ryzykiem przeciwdziałania ze strony potencjalnego nieprzyjaciela. Do grona wybranych przez siły powietrzne producentów, zaliczony został Boeing i jego Airpower Teaming System. W programie Skyborg Vanguard uczestniczą ponadto Kratos, General Atomics i Northrop Grumman. Ostateczny wybór docelowego aparatu i jego producenta ma nastąpić do lipca 2026 roku.
27 lutego 2021 roku, na poligonie Woomera w Australii, dokonano oblotu aparatu. 2 marca tego samego roku, australijski rząd podjął decyzje o dofinansowaniu całego projektu kwotą 115 mln USD w przeciągu kolejnych trzech lat. Dzięki wsparciu, zbudowane zostaną dodatkowe trzy maszyny (z trzema pierwszymi, łącznie sześć samolotów). W 2021 roku testowano już dwa egzemplarze samolotów, które pomyślnie zakończyły oddzielne misje lotnicze w kompleksie wojskowym RAAF Woomera Range Complex.
20 marca 2022 roku, australijski minister obrony Peter Dutton, podczas uroczystości odbywającej się bazie sił powietrznych RAAF Base Amberley poinformował, iż aparat oficjalnie otrzymał nową nazwę. Zamiast dotychczasowej Boeing Air Power Teaming System, nową będzie MQ-28A Ghost Bat (pol. dusznik australijski, gatunek nietoperza). 15 maja 2022 roku, Peter Dutton poinformował o złożeniu zamówienia na siedem seryjnych MQ-28A, w ramach programu Project DEF 6014 Phase 2. 9 lutego 2024 roku, minister przemysłu obronnego Patrick Conroy poinformował o kolejnym zamówieniu, tym razem ulepszonej wersji MQ-28A oznaczonej jako Block 2. Według danych z 2024 roku, nie licząc prototypów, zamówiono 13 samolotów. W 2024 roku Australijski rząd ogłosił finansowanie w wysokości 399 mln dolarów australijskich (295,5 mln USD) na dalszy rozwój kluczowych systemów dla programu 10 sztuk Boeing MQ-28 Ghost Bat w wersji Block 1 i budowę trzech nowych samolotów (Block 2), o zwiększonych możliwościach. Łącznie zamówiono 13 sztuk.

## Collaborative Combat Aircraft
Program Collaborative Combat Aircraft jest projektem, mającym na celu zaprojektowanie i budowę bezzałogowego aparatu latającego, mającego towarzyszyć nowej amerykańskiej konstrukcji powstającej w ramach programu Next Generation Air Dominance, myśliwca nowej, 6 generacji mającego zastąpić maszyny Lockheed Martin F-22 Raptor. Wśród potencjalnych projektów mogących stanowić podstawę do dalszych prac, wymieniany jest Boeing MQ-28 Ghost Bat.